# 中山艦事件

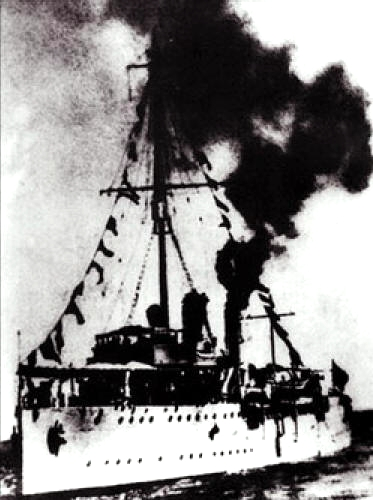
永翔級砲艦中山艦

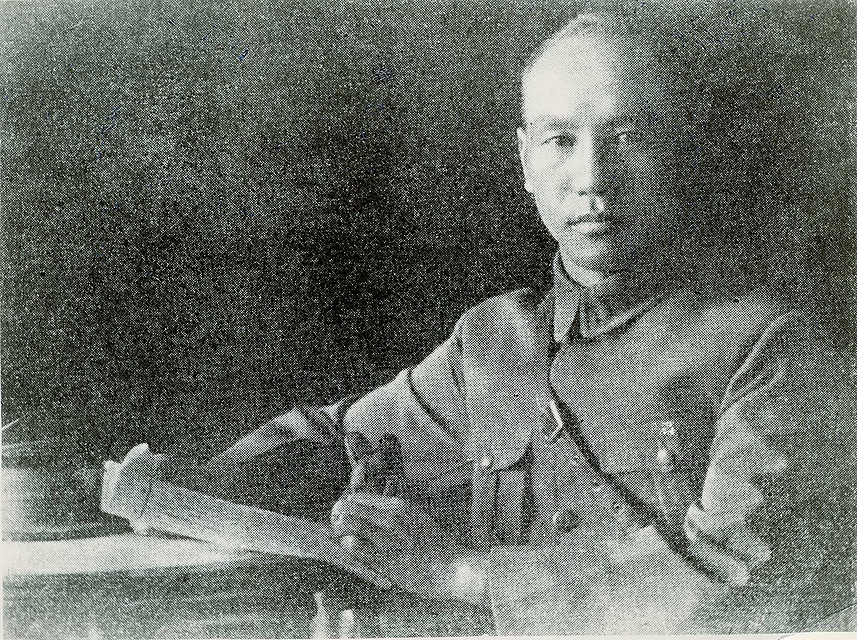
1926年の蔣介石

中山艦事件（ちゅうざんかんじけん、中国語: 中山舰事件）は、1926年3月20日中華民国広東省広州市で軍艦中山艦の回航をきっかけに、黄埔軍官学校長蔣介石が中国共産党員らの弾圧を開始した事件。「三二〇事件」「広州事変」とも。この事件をきっかけに中国国民党内での蔣介石の地位が急速に上昇し、また翌年4月の上海クーデターで第一次国共合作が破綻へ向かう端緒となったが、事件の中核の経緯は未だにはっきりしていない。

## 事件の背景
1924年中国国民党は第一次全国代表大会で「連ソ」「容共」「扶助工農」の方針を明示。ソ連のコミンテルンの指示を受けた中国共産党もこれに応じ、共産党員が国民党に入党するという形式で両党の間に国共合作が行われることになった。国民党総理孫文は以前からソ連式の軍人教育にならって将校を育成する機関の必要性を感じ、蔣介石をソ連へ派遣していたが、これを機に広東省広州の長洲島にある黄埔に軍官学校（士官学校）を建設することを決定し、黄埔軍官学校が設立された。蔣介石が校長に就任し、国民党幹部の廖仲愷・戴季陶はそれぞれ軍校駐在の国民党代表、政治部主任に就任、また国共合作にともない共産党幹部の葉剣英・周恩来がそれぞれ教授部副主任、政治部副主任に就任、ソ連からの軍事顧問団が教官に就任した。軍官学校では三民主義とマルクス主義が同時に教えられており、蔣介石は共産党やソ連軍事顧問団の台頭に危機感を募らせていた。
孫文の死後、国民党内部の共産勢力が謀略を始めた。党内左派の領袖廖仲愷が暗殺され、共産勢力から暗殺の首謀者とされた右派の胡漢民は国外へ逃亡。発言力の大きかったソ連軍事顧問団のキサンガは北伐が時期尚早であると反対し、常務委員会主席・軍事委員会主席で人望のあった汪兆銘も共産勢力に対して指導力を発揮できず、国民党の悲願である北伐（全国統一）を開始できない状況にあった。1926年1月1日広州において中国国民党第二次全国代表大会が開催され、蔣介石は北伐の実行を力説した。これは共産勢力による抵抗のため却下されたが、蔣介石はこの状況の中で主導権を握る機会を狙っていた。

## 中山艦の回航と弾圧開始

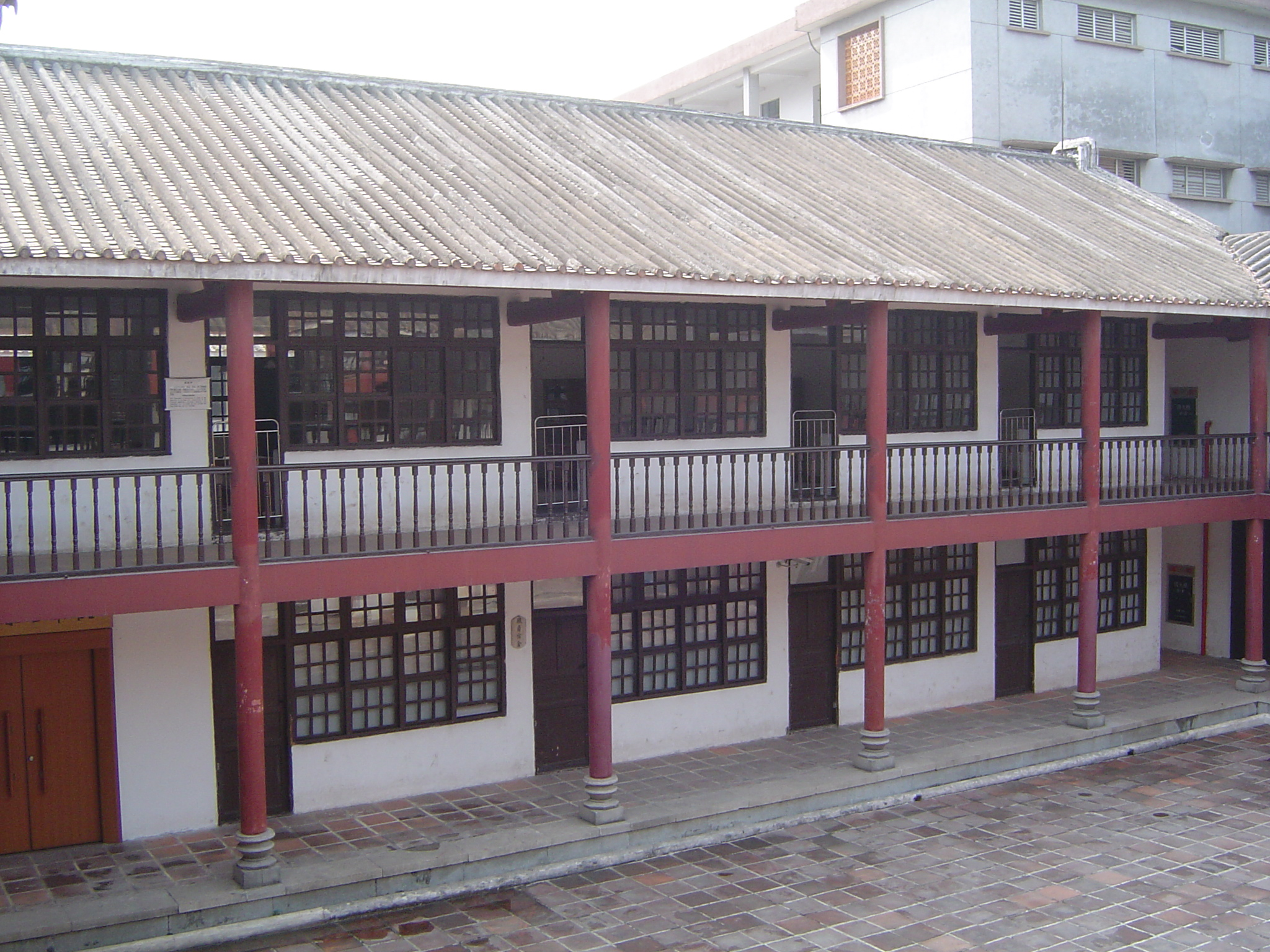
黄埔軍官学校

1926年3月18日、国民党海軍局所轄の軍艦「中山」が突如として広州の黄埔軍官学校の沖合に現れた。国民党内左派・共産党は蔣介石をソ連に拉致しようとしたが、蔣介石はこれを中国共産党員による蔣介石拉致のための策謀と断じ、3月20日艦長の李之竜（共産党員）をはじめ共産党・ソ連軍事顧問団関係者を次々に逮捕、広州の共産党機関を捜索し労働者糾察隊の武器を没収し、広州全市に戒厳令を発するという挙に出る。
蔣介石の主張によれば、反乱平定後に判明したこととして、この中山艦の行動は、ソ連軍事顧問らの共産勢力が共謀して蔣介石を拉致し、ウラジオストクへ強制連行し、ソ連に送るためのもので、国民革命に乗じて「無産階級専政」実現のためにはただ一つの障害であった蔣介石を除こうとしたものであるという。この事件をきっかけに蔣介石の党内の地位は急速に上昇していくことになった。

## 事件の影響
それまで蔣介石は国民党軍の総監という比較的低い地位に留まっていたが、事件後には国民党軍事委員会主席に就任し、党内の実権を握っていった。汪精衛は蔣介石の傀儡となることを拒み自発的に辞任して、妻を伴いフランスへ逃れた。国民党の主導権を確立した蔣介石は以前から危機感を持っていた共産党員の擡頭に対処するため、軍事委員会に「整理党務案」を通過させ、共産党員を国民党の訓令に絶対服従させるとともに、国民党の要職から共産党員を排除していく。共産党員は当然これに反撥したが、スターリンの意向を受けたソ連軍事顧問団はこれを抑制。むしろ蔣介石と対立していたキサンガらを召還するなど、蔣介石に妥協している。こうしてかろうじて国共合作は続けられた。
邪魔者を排斥した蔣介石は国民革命軍総司令に就任し、同年7月1日共産勢力に阻まれていた「北伐宣言」を発表して北伐戦争を開始した。北伐戦争は順調に進み各地軍閥を圧倒、翌1927年には武漢・南京・上海などを占領する。しかし、蔣介石の指導に党内で反蔣的な空気が醸成され、解放された武漢や上海では共産党員・国民党員らが蔣介石から独立した動きを見せるようになり、南昌に本拠を移した蔣介石に対抗した。さらに共産主義者による南京事件勃発により欧米の非難をこうむると4月12日蔣介石の指揮により上海で大規模な共産党員弾圧（上海クーデター）が開始され、第一次国共合作の崩壊が始まった。